# Коток, Виктор Фомич
Виктор Фомич Коток (13 сентября 1911, Низовская, Санкт-Петербургская губерния — 9 февраля 1974) — советский учёный-правовед, государствовед, конституционалист, специалист в области государственного (конституционного) права.
Доктор юридических наук (1965), профессор.
Заслуженный деятель науки РСФСР.

## Биография
Виктор Фомич Коток родился 13 сентября 1911 на станции Низовская (ныне — в Лужском районе Ленинградской области).
Окончил Ленинградский юридический институт (1932).
В 1932—1934 годах работал консультантом секретариата Президиума ВЦИК.
В 1935—1975 годах работал в Институте государства и права АН СССР, где с 1954 г. возглавлял сектор конституционных проблем социалистических государств.
В 1948—1950 годах заведовал сектором государственного права Академии общественных наук при ЦК КПСС.
В 1943 г. защитил кандидатскую диссертацию «Понятие акта советского государственного управления», в 1965 г. — докторскую диссертацию «Проблемы развития непосредственной демократии в Советском государстве».
Являлся вице-президентом Советской ассоциации политических наук.

## Награды
- орден «Знак Почёта» (27.03.1954)
- медали[какие?]

## Избранные труды
- О советском демократизме и буржуазной «демократии»
- Kotok W. F. Zur Frage der ökonomischen Grundlage des volksdemokratischen Staates (нем.). — Berlin: Aufbau-Verl, 1952. — 28 S.
- Коток В. Ф. Конституция СССР: Учеб. пособие для преподавателей сред. школы / В. Ф. Коток, Н. Я. Куприц. — М.: Учпедгиз, 1954. — 272 с.
- Коток В. Ф. Развитие основных институтов государственного права Польской Народной Республики / В. Ф. Коток, А. Г. Мозохина. — М.: Издательство Академии наук СССР, 1955. — 276 с.
- Государственное право зарубежных социалистических стран / Отв. ред.: доц. В. Ф. Коток. — М.: Госюриздат, 1957. — 475 с.
- Коток В. Ф. Советская представительная система. — Москва: Госюриздат, 1963. — 91 с.
  - Kotok V. The Soviet representative system (англ.) / Transl. by M. Saifulin. — Mocsow: Progress, 1964. — 81 p.
- Коток В. Ф. Референдум в системе социалистической демократии. — Москва: Наука, 1964. — 189 с.
- Коток В. Ф. Съезды и совещания трудящихся — форма непосредственной демократии в СССР. — М.: Юрид. лит., 1964. — 104 с.
- Коток, В. Ф. Проблемы развития непосредственной демократии в Советском государстве. — М., 1965. — 917 с.
- Коток В. Ф. Наказы избирателей в социалистическом государстве. — М.: Наука, 1967. — 135 с.
- Народное представительство и народный суверенитет (1967).
- Коток В. Ф. СССР — общенародное социалистическое государство трудящихся / В. Ф. Коток, д-р юрид. наук, Н. П. Фарберов, д-р юрид. наук. — М.: Знание, 1973. — 64 с.